# Ernst Chladni
Ernst Florens Friedrich Chladni, född 30 november 1756 i Wittenberg, död 3 april 1827 i Breslau, var en tysk musiker och fysiker.
Chladni, som var dr. dr.  i juridik (Dr.iur.) och filosofi (Ph.D.), har ansetts som grundare av den experimentella akustiken. Han upptäckte att man kunde göra vibrationsmönster synliga. Han monterade en tunn metallskiva på en violin, strödde ut sand på skivan och såg att sanden bildade de mest fantastiska mönster när han spelade på violinen, så kallade Chladnis klangfigurer. Han visade också att mönstren korresponderade med svängningsfrekvensen hos ljudets olika klanger. Han undersökte även ljudet från stämgafflar, klockor och metallskivor. Chladni undersökte även ljudets fortplantningsförmåga i gaser och fasta kroppar.
Bland hans mångfaldiga akustiska skrifter må nämnas die Akustik (Leipzig 1802), som på Napoleon I:s befallning, utkom i fransk översättning 1810. Chladni studerade även meteoriter, och utgav två arbeten, där han visade att dessa var av kosmiskt ursprung.
Asteroiden 5053 Chladni är uppkallad efter honom.